# حركة بورا
حركة بورا وتعني بالأوكرانية :«لقد حان الوقت» هي منظمة شبابية مدنية (بورا السوداء) و حزب سياسي (بورا الصفراء). في أوكرانيا. اتخذت من الكفاح غير العنيف منهجا لها، مدافعة عن الديموقراطية الوطنية. تكونت هاته المجموعة عام 2004 (كمنظمة شباب مدنية فقط) من أجل تنسيق معارضة الشباب لحكومة كوشما. و كان رئيس أوكرانيا حينئذ هو ليونيد كوشما.

## منظمة الشباب المدنية
صارت حركة بورا على طريق حركة أوتبور الصربية التي أسقطت نظام سلوبودان ميلوسيفيتش. و قد تدرب أطرها على يد هاته الحركة الصربية.